# Paudorf
Paudorf je městys v Rakousku ve spolkové zemi Dolní Rakousy v okrese Kremže, ve vinařské oblasti údolí Wachau, od roku 1995 součást chráněné rakouské krajinné oblasti a Světového dědictví UNESCO. Žije v něm 2 539 obyvatel (podle sčítání z roku 2016).

## Poloha
Paudorf se nachází ve spolkové zemi Dolní Rakousy v regionu Weinviertel. Leží 9 km jižně od okresního města Kremže. Severně od města se nalézá klášter Göttweig. Plocha území města činí 30,21 km2.

### Členění
Území městyse Paudorf se skládá ze sedmi částí (v závorce uveden počet obyvatel k 1.1.2015):
- Eggendorf (114)
- Höbenbach (397)
- Hörfarth (314)
- Meidling (159)
- Krustetten (425)
- Paudorf (866)
- Tiefenfucha (264)

## Historie
Území bylo osídleno od mladší doby kamenné asi 4.500 let před n. l. První zmínka o vsi Paudorf pochází z roku 1083 ve tvaru Punamisdorf a Meidlingu ve tvaru Muwerlingen, osady Eggendorf, Höbenbach a Krustetten jsou uvedeny již k roku 1072 ve tvarech Echindorf, Horiginpach a Crucistetin o Hörfarth z roku 1290 ve tvaru Herfuert, Tiefenfuchs z roku 1302 ve tvaru Fuchawe inferiori.
V roce 1462 byly v bojích mezi císařem Fridrichem III. a rytířem Fronauerem vypleněny Krustetten a Höbenbach. Roku 1481 byl hrad v Meidlingu obsazen uherským králem Matyášem Korvínem.
Roku 1529 Turci dobyli klášter Göttweig a zpustošili okolí. V roce 1645 císařská armáda vyplenila vesnice, když táhla z jižních Čech po prohrané bitvě u Jankova. Roku 1651 byl vystavěn barokní dvůr Hellerhof. s kostelem V roce 1683 se odehrála rozhodující poslední bitva mezi Turky a rakouskou císařskou armádou, při které byla zpustošena místa kolem Göttweigské hory.
V letech 1716–1718 došlo k novostavbě barokního zámku v Meidlingu. Roku 1736 vyhořel Krustetten, v letech 1744 a 1768 také Höbenbach. Za napoleonských válek v letech 1805–1809 obsadili území Francouzi.
V roce 1850 se osamostatnily obce Paudorf (s Hörfarthem a Meidlingem), Höbenbach (s Eggendorfem), Krustetten a Tiefenfucha, v níž byla roku 1877 otevřena první škola. Kolem roku 1885 paudorfský pater Benedikt Kissling vypěstoval svou první orchidej, nazvanou jeho jménem ("Orchis Kisslingii"). Roku 1889 byla dokončena železniční trať Kremže - Herzogenburg. Roku 1896 byl otevřen kamenolom v Meidlingu. V posledních týdnech druhé světové války propukly těžké boje u Maria Ellend.
V roce 1985 byla obec povýšena na městys a získala vlastní znak. V roce 1995 byla v Paudorfu otevřena nová budova radnice.

## Pozoruhodnosti
- Hellerhof– uměleckohistoricky cenný areál dvora:
  - slavnostní dům (Das Feste Haus) rytířů z Höbenbachu, pozdně románská stavba severního traktu z let 1225–1250; jižní trakt pozdně renesanční z doby kolem roku 1590;
  - Kaple sv. Jana Křtitele ze 17. století s románským obvodovým zdivem je odsvěcena a slouží jako muzeum[2] se 200 exponáty: archeologické nálezy, Göttweigská kazatelna; historická expozice o zakladateli farnosti sv. Altmannovi; kardinálu Königovi, Richardu Bambergerovi a opatu Johannovi V. Dizentovi; ); Pamětní síň bojovníka proti fašismu Dr. Heinricha Maiera;
  - Muzeum hudebního skladatele Wilhelma Kienzla v barokním domě z roku 1651, do nějž byla situována jeho opera „Der Evangelimann“; expozice otevřena roku 2002
  - poutní zastávka na cestě do Mariazell a Santiaga de Compostela;
  - farní kostel sv. Altmana
- Zámek Meidling – barokní stavba na půdorysu a základech středověkého vodního hradu (nepřístupný)
- Vinařský podnik Heninger v Krustettenu, proslulý červeným vínem odrůdy zweigelt a veltlínským zeleným[3]

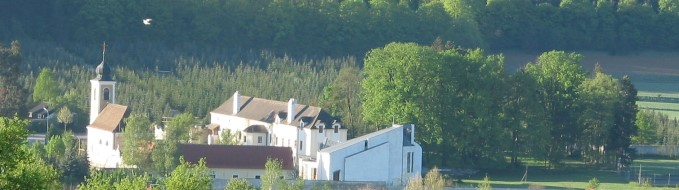
Hellerhof v Paudorfu

- Mamutí stromy

## Osobnosti
- Benedikt Kissling, botanik, šlechtitel orchidejí
- Richard Bamberger (1911 - 2007), literární badatel a spisovatel

## Galerie

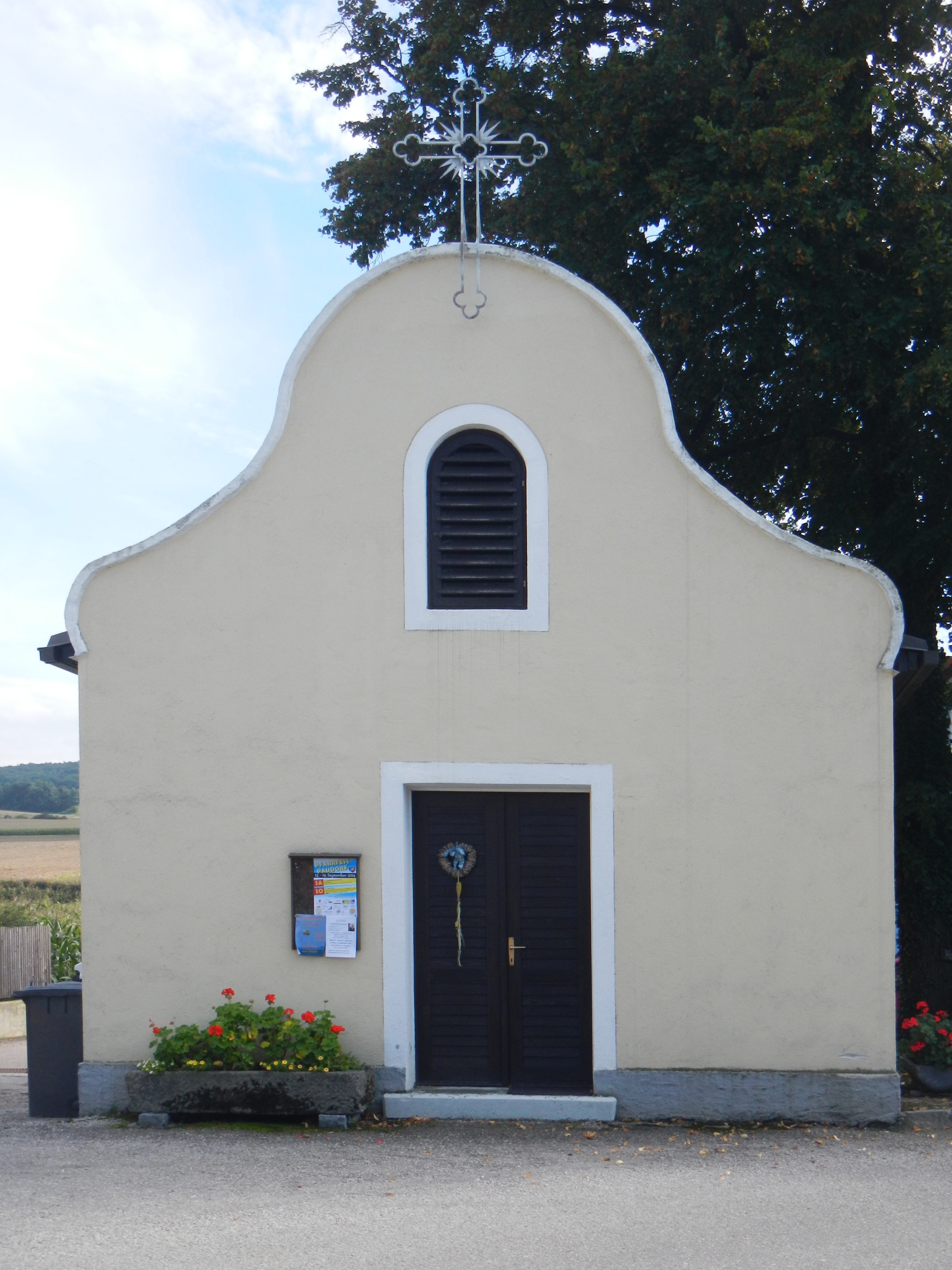
Kaple v Eggendorfu
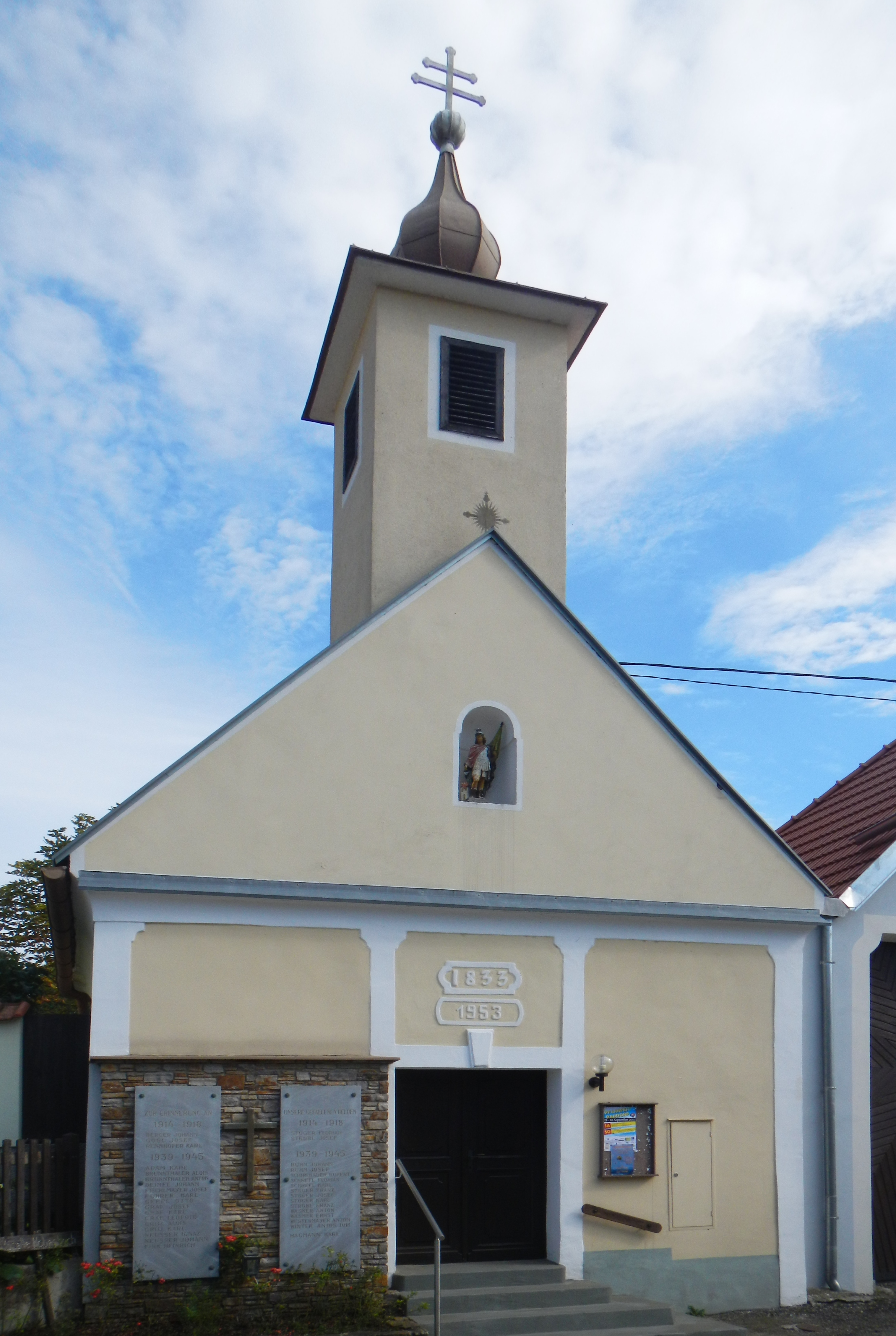
Kaple v Höbenbachu
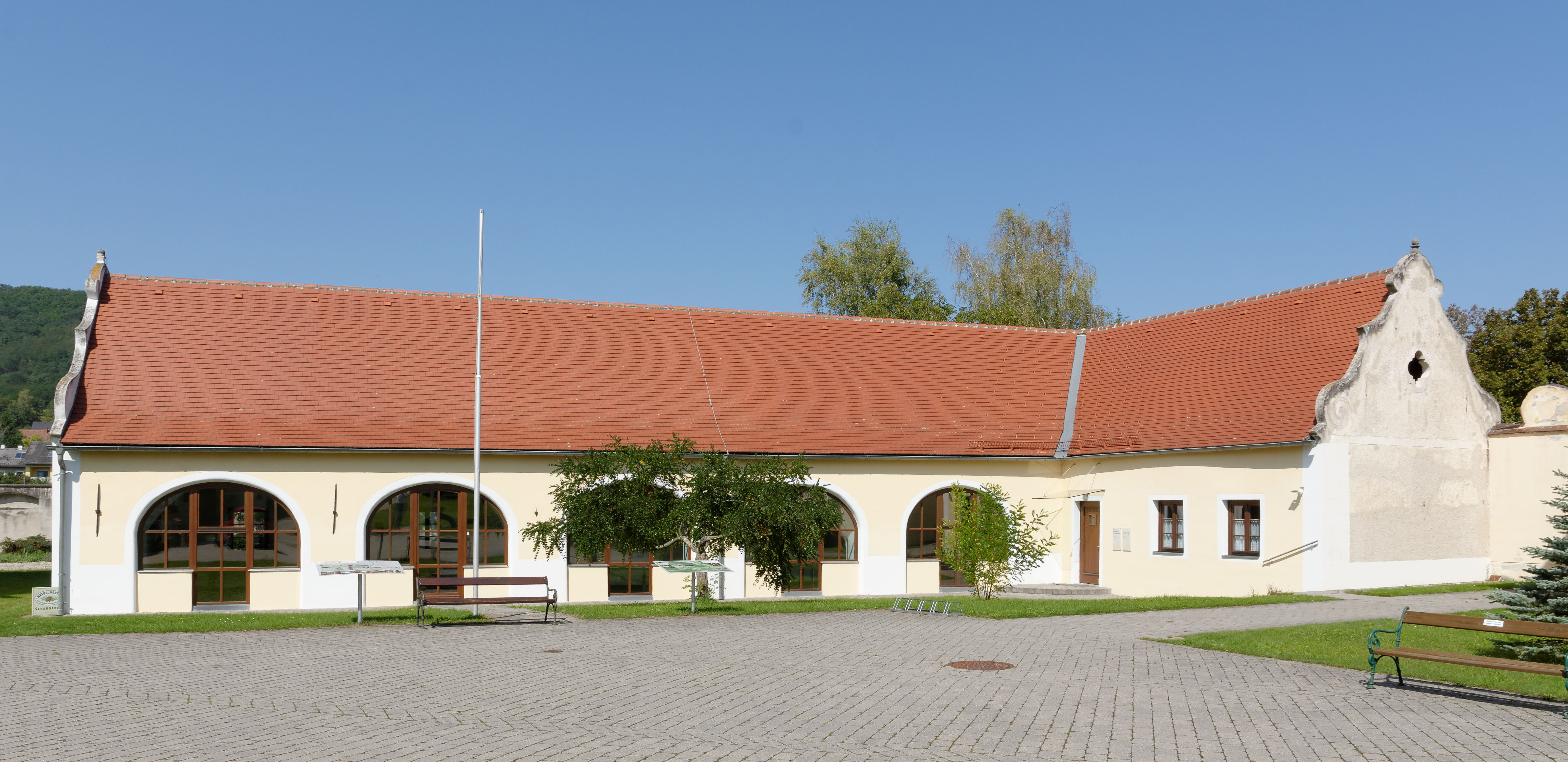
Hospodářské stavení v Paudorfu
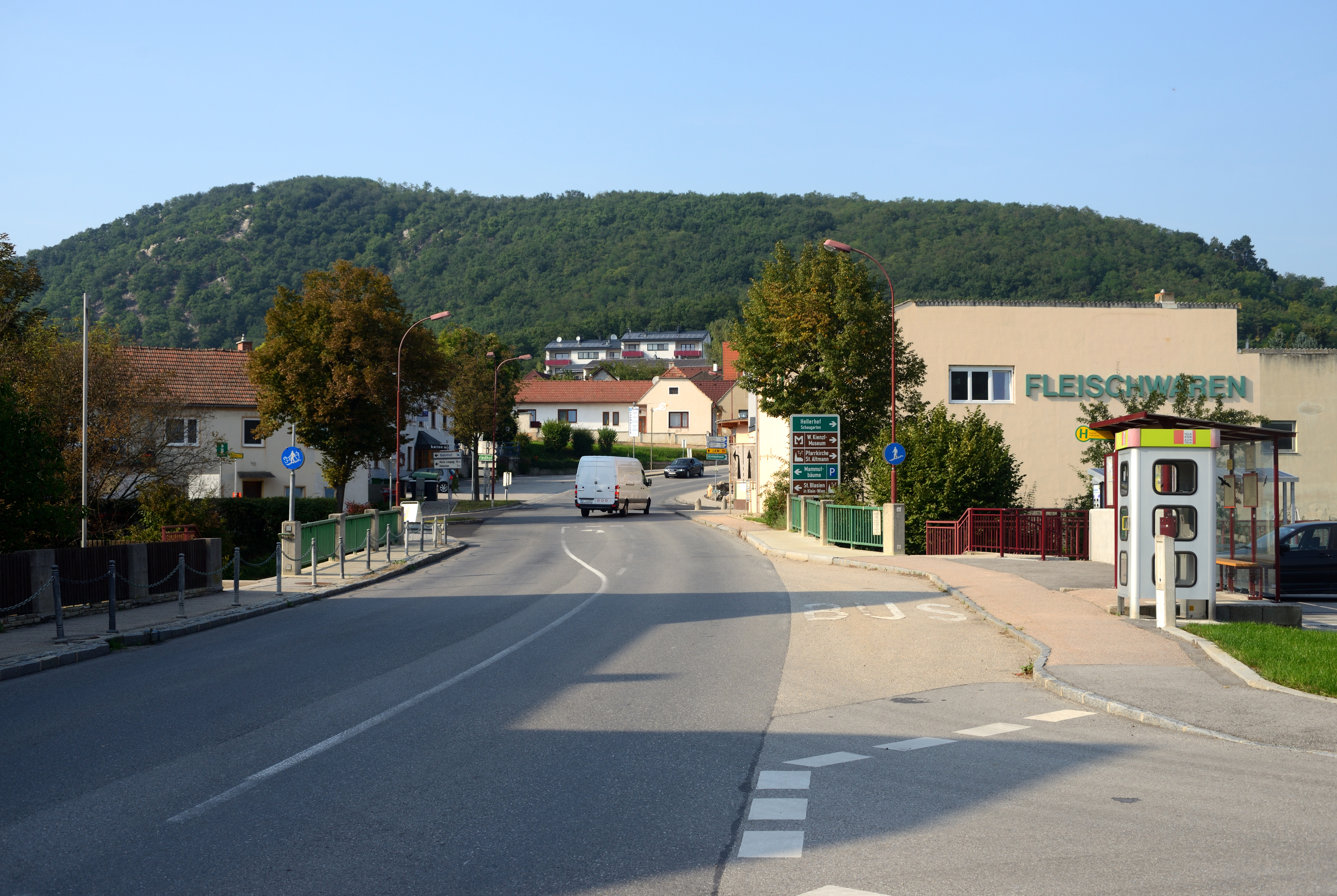
Paudorf, v pozadí hora Predigstuhl
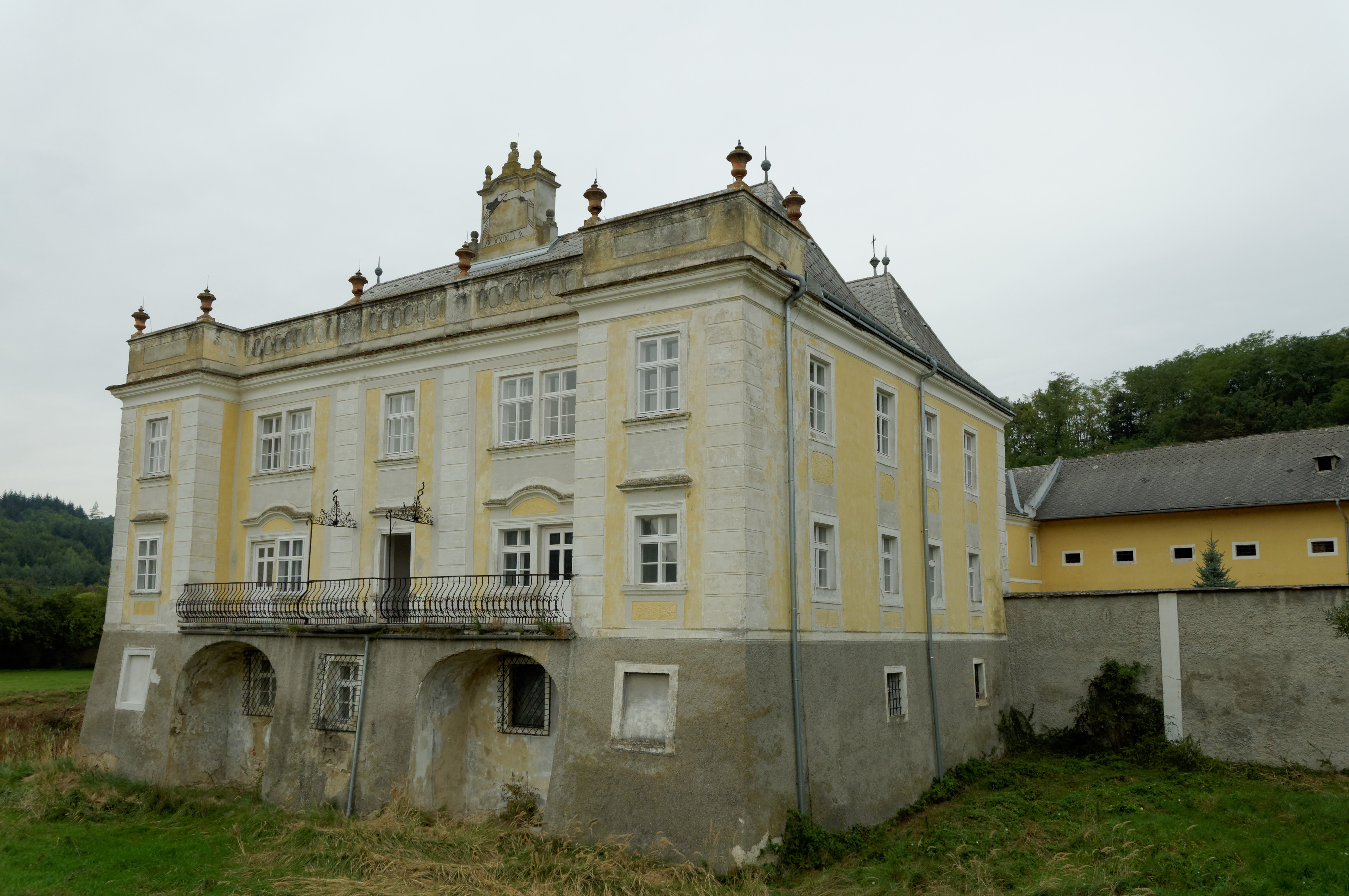
Zámek Meidling
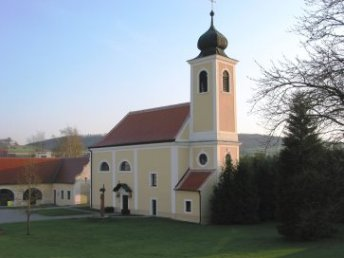
Kaple v Hellerhofu
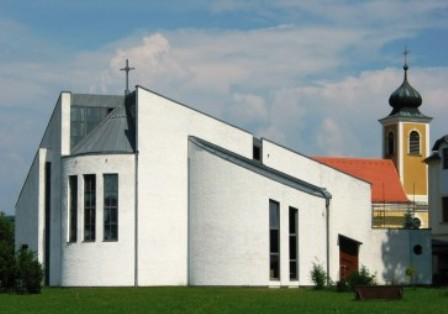
Farní kostel sv. Altmanna